# Balassovitz Márton
Balassovitz Márton, Balásovits (Felsőpenc, 1770. május 3. – Tordas, 1821. november 21.) evangélikus lelkész.

## Életútja
Balassovitz János jószágbérlő és Sulyán Anna fia. Iskoláit a losonci gimnáziumban végezte; innen a német nyelv megtanulása végett Pozsonyba ment, ahol kilenc évet töltött. Innét 1794-ben Wittenbergbe ment, ahol fél évig teológiát tanult. Hazájába visszatérve  Földváry Károly fiait tanította Pesten. 1798. november 24-én pappá szentelték, és mint káplán Oroszlánban, működött, egyúttal tanított az iskolában. Egy év múlva Gyönkre hívták papnak; 1812. március 4-én a tordasi gyülekezet hívta meg lelkésznek, ahol 51 éves korában bekövetkezett haláláig, 1821-ig szolgált.

## Műve
Kéziratban maradt munkája: Historica enarratio de origine ecclesiae Tordasiensis aug. conf. in incl. cottu Albensi situatae (1814. ivrét 361.) az Országos Széchényi Könyvtár kézirattárában található.